# Simon Gregorčič
Simon Gregorčič, poeta y sacerdote esloveno, * 15 de octubre de 1844, Vrsno, Eslovenia, † 24 de noviembre de 1906, Gorica, Eslovenia.

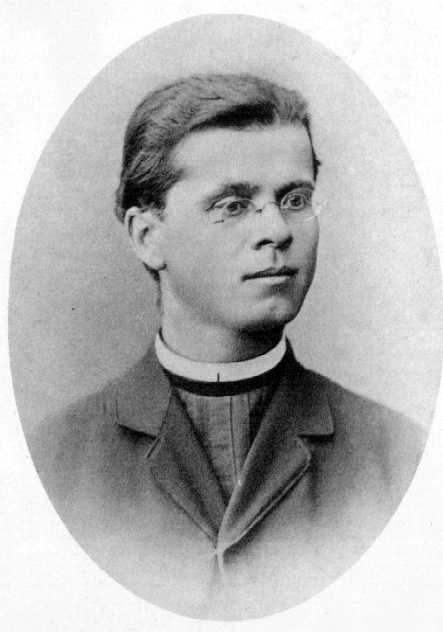

## Biografía
Simon Gregorčič nació el 15 de octubre de 1844 en el pueblo de Vrsno, cerca de Kobarid (oeste de Eslovenia), hijo de Katarina Gaberšček y Jernej Gregorčič. Tuvo siete hermanos. En su juventud fue pastor, lo cual lo vinculó emocionalmente con su querida tierra y luego afectó a su poesía, que está llena del amor hacia la palabra eslovena.
En tiempos de formación lo inspiraron las lenguas clásicas. Terminó el instituto en 1864 y en este tiempo consiguió sus primeros éxitos con sus poemas. Después de aprobar el examen final de bachillerato con dificultad decidió hacerse sacerdote. Ofició su primera misa el 27 de octubre de 1867 en Sveti Duh de Libušnje, un año antes de terminar sus estudios.
Entre 1868 y 1873 estuvo gravemente enfermo. Junto a sus deberes profesionales se dedicó también al trabajo como bibliotecario, en el que conoció a  Josip Stritar. Entre la gente Simon Gregorčič era muy popular. En 1872 llegó a Kobarid la profesora Dragojila Milek, (poeta, secretaria de la sala de lectura, dirigió el coro de mujeres y junto con Gregorčič se preocupó por el desarrollo cultural del pueblo). Simon Gregorčič tuvo que irse de Kobarid, a Branik (cerca de Vipava). Este amor que sintió hacia la profesora no afectó a sus creencias cristianas, pero cambió el contenido de sus poemas.
- 1873 – 1881:  También en Branik Gregorčič tomó cariño a la naturaleza y supo ganarse el aprecio de la gente. Aquí trabajó más duro pero también la enfermedad empeoró. En 1887 se jubiló. Compró unas tierras para construirse una casa donde vivir como sacerdote privado y campesino. No le reconocieron la jubilación, sus amigos sacerdotes lo apoyaron pero a pesar de ello tuvo que volver a su profesión. Sus últimos años de la vida los vivó en  Gorica, a donde se mudó después de vender su propiedad. En Gorica se preocupó por el Šolski dom (casa escolar) que preservó a un grupo de jóvenes eslovenos de la influencia extranjera. En la bendición de dicho Šolski dom publicó una traducción de poesía bíblico-hebrea y dejó su escasa fortuna a este edificio. Murió el 24 de noviembre de 1906 de pulmonía y  apoplejía.

## Marco político y cultural del trabajo de Gregorčič
En la segunda mitad del siglo XX los temas prioritarios estaban relacionados con la problemática nacional (en la región de Gorica, en el oeste de Eslovenia aún más), con cuestiones literarias y lingüísticas, con la introducción de la lengua eslovena en las escuelas, en los tribunales de justicia, en las oficinas y con las presiones de alemanización. Los puntos presentados en el programa político de la unidad de Eslovenia de 1848 (Zedinjena Slovenija) marcaban el ideal nacional. Un papel especial lo tuvieron las salas de lectura, en esloveno "čitalnice", que eran centros locales de la vida cultural, social y política. Simon Gregorčič no pudo evitar participar en política aunque nunca participó activamente. Publicó una petición pública para la reconciliación nacional (políticamente los eslovenos se dividían entre "staroslovenci", »eslovenos viejos«, y "mladoslovenci", »los eslovenos jóvenes«), porque de lo contrario no creían poder realizar el programa de 1848. Como sacerdote desempeñó el papel de conciliador nacional. Su posición política puede observarse en sus poemas. Enfatizó la conciencia tradicional regional de Primorje (región litoral, al oeste de Eslovenia). Escribió poemas de amor, de su tierra natal y de confesión. 
La poesía de Gregorčič es sencilla, melódica y refinada. Sus versos son la creación de su alma suave, de su carácter humano y poético.

## Obras
Publicó sus poemas en revistas (de algunas de las cuales era redactor): Sloga, Zvon, Besednik, Zora, Ljubljanski zvon, Slovan y Svetilnik. Muchos poemas quedaron inéditos.
Desde abril de 1873 hasta diciembre de 1876 Gregorčič no publicó poemas. 
En 1882 publicó "El primer cuaderno de poesía" (Prvi zvezek Poezij). En 1888 "El segundo cuaderno de poesía" (Drugi zvezek Poezij) y en 1902 el tercero. Póstumo se publicó su Četrti zvezek Poezij (El cuarto cuaderno de poesía), en 1908.